# Culture apenninique
Pour autres emplois du terme, voir Apennin (homonymie).

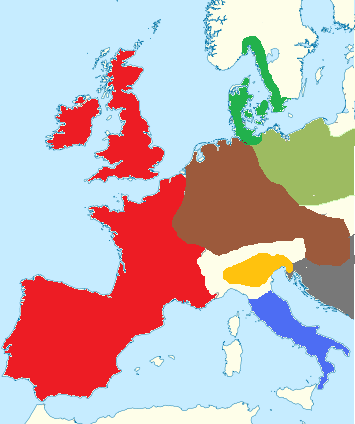
L'Europe au cours de l'âge du bronze moyen:
Culture appenninique
Culture padane : Terramares
Âge du bronze atlantique
Âge du bronze danois
Cultures de la tradition d'Unétice
Culture des tumulus
Culture de l'Europe sud-orientale

La culture apenninique est une culture archéologique de l'Italie centrale et méridionale de l'Âge du Bronze moyen,.

## Chronologie
Dans les publications scientifiques, n'est qualifiée d'« apenninique » que la phase tardive de l'âge du bronze moyen (ou BM3) durant laquelle apparaissent des poteries ornementales typiques. Cette phase est précédée par le « faciès Grotta Nuova » (Italie centrale) et par le  « faciès protoapenninique B » (Italie du sud) et est suivie par le « faciès subappeninique » (Bronzo Recente). 
Ces trois phases se développent essentiellement durant la seconde moitié du IIe millénaire :
- Protoappenninique (XVIe et XVe siècle av. J.-C.)
- Appenninique (XIVe siècle av. J.-C.)
- Subappenninique (XIIIe et le XIIe siècle av. J.-C.).

## Mode de vie

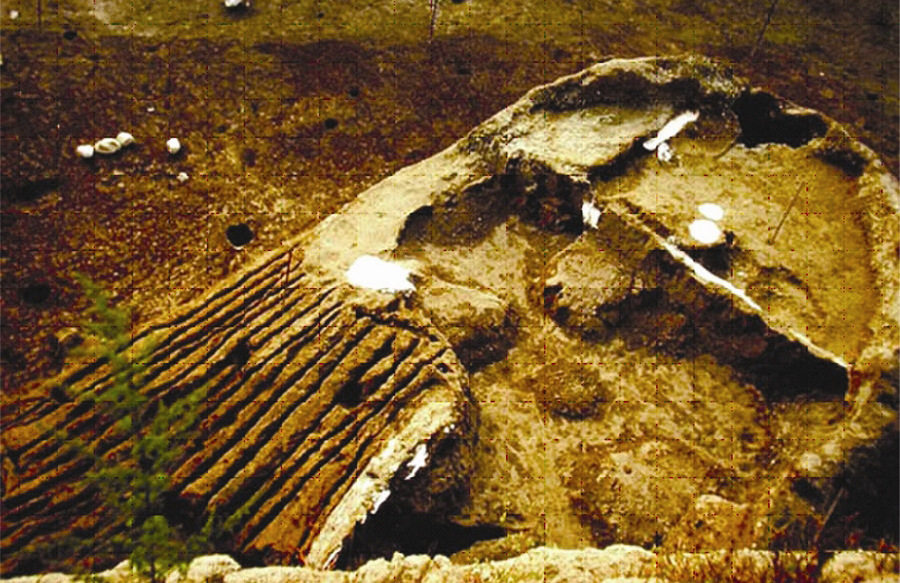
Site de Croce del Papa.

L'élevage des bovins occupait une place importante. La pratique de la transhumance saisonnière vers les alpages est attestée notamment par la fréquentation de grottes et des abris sous roche et par la découverte de campements temporaires dans des zones montagneuses. D'autres animaux étaient également élevés, comme les porcs, les moutons et les chèvres. 
L'agriculture devait également avoir une place importante, comme l'indique la découverte de restes de blé, d'orge, de fèves et de pois dans le site de Luni sul Mignone, dans le nord du Latium. Dans le site de Coppa Nevigata, dans le nord des Pouilles, de l'huile d'olive était produite.
La présence de poteries apenniniques sur des îles de petites dimensions comme Ischia et Lipari démontre que la population de l'époque fréquentait la mer Tyrrhénienne, sans doute pour faire du commerce et des échanges mais aussi pour pratiquer la pêche.

## Habitat

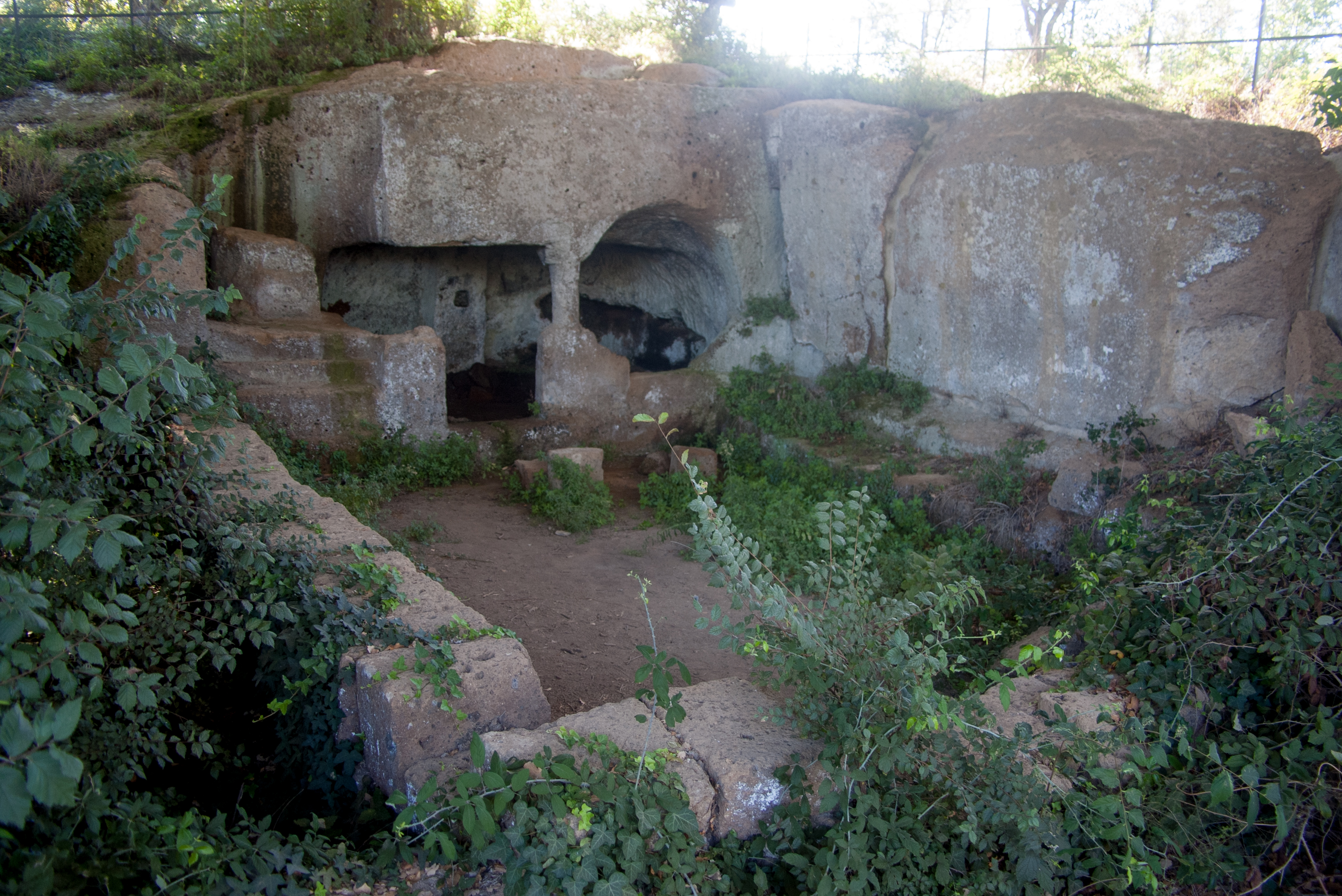
Vestiges de Luni sul Mignone

Les villages étaient situés préférentiellement dans des zones aisées à défendre, par exemple le sommet des collines. Ainsi, on a découvert des traces de fréquentation de cette période sur le Capitole à Rome. D'autre part, les villages de Colle de la Capriola, à environ 5 km au sud-est du lac de Bolsena et de Coppa Nevigata étaient entourés d'un mur défensif en pierre. Il s'agit donc, au moins dans certains cas, d'habitats fortifiés.
Plusieurs cabanes ont été exhumées dans le site de Colle de la Capriola. Les huttes étaient réalisées en clayonnage et torchis et leur toit de chaume était supporté par des poteaux. Elles mesuraient environ 5 m sur 3 m et étaient posées directement sur le sol rocheux. Des huttes du même type ont été identifiées dans le site de Croce del Papa, près de Nola en Campanie.
Dans le site de Luni Sul Mignone, l'habitat se caractérisait par des structures de dimensions beaucoup plus importantes. Deux des trois maisons fouillées atteignaient 42 m et 30 m de long. Leurs murs étaient en pierre et le toit était peut-être de chaume. Chacune possédait plusieurs entrées. Ces dimensions importantes suggèrent qu'elles pouvaient accueillir plusieurs familles.

## La poterie

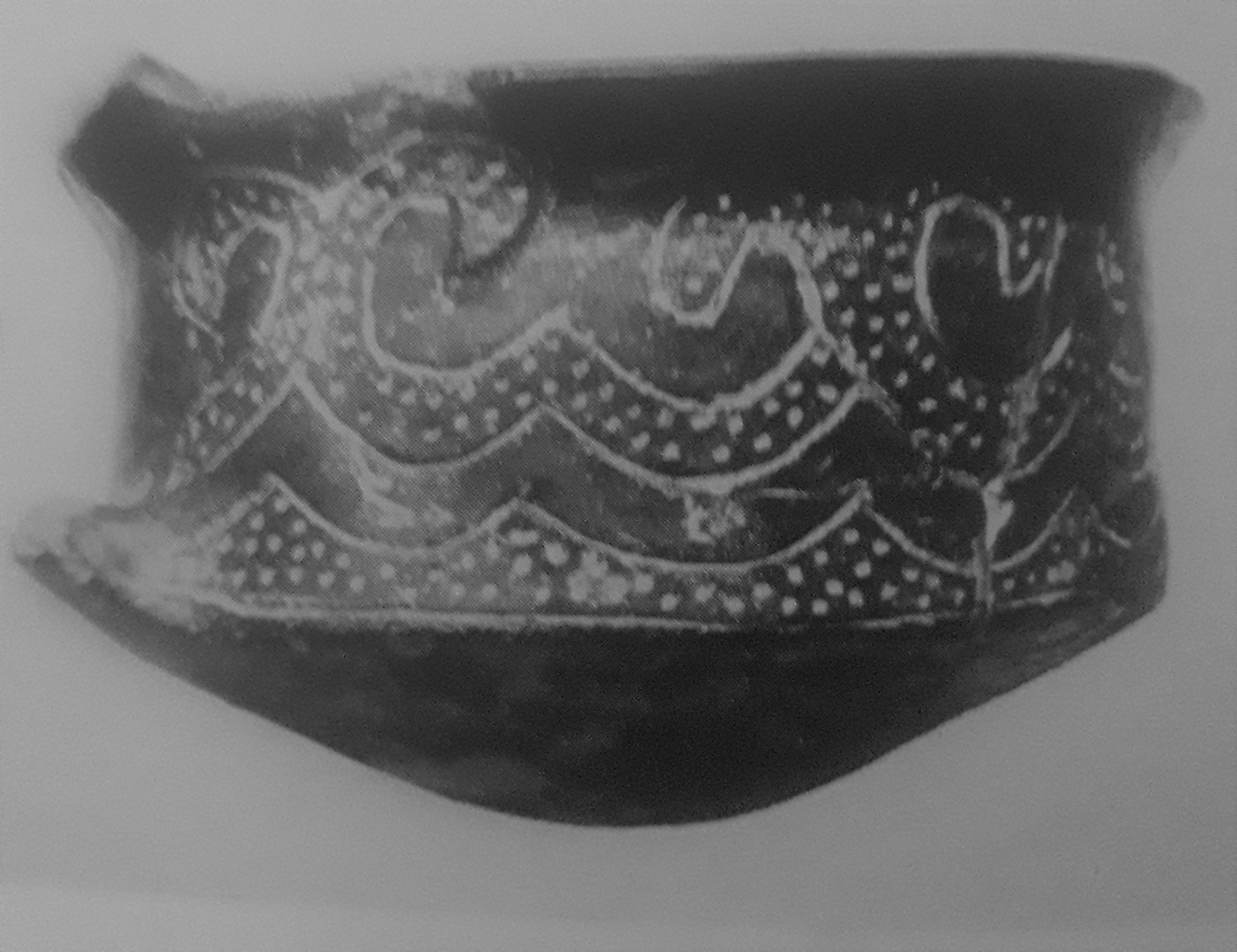
Céramique apenninique

La poterie apenninique se caractérise par des vases à la pâte brune dont les parois sont incisées de décors de spirales, de méandres et de zones géométriques remplies de points ou de traits transversaux.
On trouve également des céramiques plus simples ayant servi de vases de cuisson.
Dans certains sites, comme Luni sul Mignone, la céramique apenninique est associée à celle de l'helladique tardif.